# Le Quémandeur
Le Quémandeur est un court récit de l'écrivain russe Fiodor Dostoïevski publié le 24 septembre 1873 dans le journal Le Citoyen.

## Éditions françaises
- Dernières Miniatures rassemble les courts récits suivants : Bobok, Petites images, Le Quémandeur, Petites images (en voyage), Le Garçon « à la menotte », Le Moujik Maréï, La Centenaire, Le Triton, traduit par André Markowicz, Arles, 2000,  éd. Actes Sud, Collection Babel  (ISBN 2-7427-3106-7).

## Résumé
Nous partons à la rencontre ici d'un bon quémandeur, qui va effectuer une tâche quasiment impossible, grâce à ses talents de négociation. Il va finir par donner son astuce, afin de toujours obtenir ce que l'on veut.